# Boaz Kiplagat Lalang
Boaz Kiplagat Lalang (* 8. Februar 1989 im Marakwet District) ist ein kenianischer Mittelstreckenläufer.

## Leben
Er startete bei den Olympischen Sommerspielen 2008 in Peking und erreichte im 800-Meter-Lauf die Halbfinalrunde. 2010 qualifizierte er sich für die Teilnahme an den Hallenweltmeisterschaften in Doha. Allerdings konnte der kenianische Leichtathletik-Verband nicht für seine Anreise aufkommen. Daher übernahm Lalangs Manager James Templeton die Kosten. Seine Investition zahlte sich aus. Über die 800 Meter gewann Lalang die Silbermedaille hinter Titelverteidiger Abubaker Kaki.
Bei den Commonwealth Games 2010 in Neu-Delhi holte Lalang die Goldmedaille im 800-Meter-Lauf und bei den Panafrikanischen Spielen 2011 in Maputo die Silbermedaille.
Boaz Lalang lebt in den Vereinigten Staaten und besucht das Rend Lake College in Illinois.

## Bestleistungen
- 800 m: 1:42,95 min, 29. August, Rieti
  - Halle: 1:45,15 min, 26. Februar 2009, Prag
- 1000 m: 2:14,83 min, 3. Juli 2010, Eugene
  - Halle: 2:19,91 min, 18. Februar 2009, Stockholm
- 1500 m: 3:35,80 min, 10. Juni 2010, Rom
- 1 Meile: 3:52,18 min, 4. Juni 2010, Oslo
  - Halle: 3:58,34 min, 15. Februar 2008, Fayetteville